# Кичик-Пирали
Кичик Пирали (азерб. Kiçik Pirəlli) — село в Габалинском районе Азербайджана.

## География
Расположено к юго-западу от районного центра Габалы.

## История
Село основано в XIX веке выходцами из древнего села Пиралили. Первоначально именовалось Джоджуг Пиралили, впоследствии Джоджуг сменилось на Кичик.
«Кавказский календарь» на 1856 год сообщал о селении Джуджукъ-Пиралы, который населяли «татары»-сунниты (азербайджанцы-сунниты), жители между собой говорили по-«татарски» (по-азербайджански).

## Население
В Азербайджанской сельскохозяйственной переписи 1921 года сообщалось о селе Джоджух Пирали с населением 274 человека(33 хозяйства, 149 мужчин, 115 женщин)  входившем в Султан-Нухинское сельское общество Нухинского уезда. Преобладающей национальностью являлись азербайджанские тюрки (азербайджанцы). По данным издания «Административное деление АССР», опубликованных в 1933 году Управлением народно-хозяйственного учёта Азербайджанской ССР (АзНХУ), на 1 января 1933 года в селе Кичик Пирелли входившем в Солтан-Нухинский сельсовет одноимённого района Азербайджанской ССР проживало 232 человека (41 хозяйство, из них 14 обобщённых и 27 единоличных), 130 мужчин и 102 женщины. Население всего сельсовета, на 71,7 % состояло из тюрков (азербайджанцев).